# Rudolf Gagge
Laurentius Georg Rudolf Gagge, född 27 februari 1834 i Stockholm, död 20 februari 1912 i Västerås, var en svensk bankdirektör och tecknare.
Han var son till lärftskramhandlaren Lorentz Gustaf Gagge och Laurentia Amalia Bellander och från 1864 gift med Maria Augusta Sahlqvist. Föräldrarna saknade ekonomiska möjligheter att ge honom högre utbildning och efter avslutad skolgång vid Nya elementarläroverket blev han bokhållare 1850 på ett handelskontor i Stockholm. 1856 blev han kassör där, och 1866 kamrer vid Mälareprovinsernas Enskilda Bank. 1874-1904 var han bankens VD. Gagge var även ledamot av Västerås stadsfullmäktige 1869-1903.
Vid sidan av sitt arbete vid banken målade han akvareller och tecknade porträtt och karikatyrer. Under ett flertal år tecknade han av bankens kunder och personal samt bemärkta borgare och teckningar som illustrerar händelser i Västerås. Gagge var mycket konstintresserad och gav ut det ofta citerade verket Korta anteckningar om de bildande konsternas utöfvare i Sverige som numera ingår i Nationalmuseums referensbibliotek och arbetsmaterial. Gagge är representerad vid Västerås konstförenings konstgalleri och Västerås läroverk.
Dessutom var Gagge en intresserad musiker. Han umgicks som ung i Stockholms musikerkretsar, var medlem av Harmoniska Sällskapet och Nya Harmoniska Sällskapet och var på 1860-talet en av de sångare som kallades upp till slottet för att sjunga med Karl XV. Kungen tilltalade alltid Gagge med smeknamnet Gaggeligucki. 1873 var Gagge initiativtagare till bildandet av Västerås Sångsällskap och var under 12 år ledare för "Lilla kapellet", där Gagge spelade piano. Han var även kompositör och skrev ett antal novelletter för piano, Kantat i Karlsbrödraförbundet 1889 och den skämtsamma Västeråsskildringen Gumman Arosin kryper till kojs.
Rudolf Gagge blev 1885 riddare och 1903 kommendör av 2:a klass av Vasaorden.